# Кузьменко, Николай Егорович
Никола́й Его́рович Кузьме́нко (род. 4 марта 1944, Краснодарский край, СССР) — советский и российский учёный, доктор физико-математических наук, профессор кафедры физической химии Московского государственного университета им. М. В. Ломоносова, заведующий лабораторией молекулярной спектроскопии химического факультета МГУ.

## Биография
Николай Егорович Кузьменко родился 4 марта 1944 года в небольшом поселке на юго-востоке Кубани в Краснодарском Крае.
В 1961 году с золотой медалью окончил среднюю школу. Поступил на химический факультет МГУ, где на третьем курсе распределился в лабораторию молекулярной спектроскопии. В 1967 году окончил с отличием Московский университет и в этом же году поступил в аспирантуру. Через три года под руководством профессоров химического факультета Ю. Я. Кузякова и В. М. Татевского защитил кандидатскую диссертацию, посвященную экспериментальным исследованиям излучательных свойств высоконагретых с помощью ударных волн или электрических разрядов газов. В 1968 году опубликовал в научных журналах две значимых статьи «Анализ колебательной структуры эмиссионного спектра молекулы SiBr» и «Эмиссионный спектр молекулы SiBr+». Тогда на основании полученных спектров удалось доказать существование молекулы SiBr.
В 1970 году начал работу на химическом факультете в качестве ассистента для продолжения научной и педагогической деятельности. Николай Егорович принял активное участие в развитии нового научного направления, связанного с разработкой теории описания интенсивностей в электронных спектрах молекул. В те же годы написал в соавторстве с Ю. Я. Кузяковым и Л. А. Кузнецовой три монографии. В 1987 году, будучи уже доцентом, защитил диссертацию на соискание ученой степени доктора физико-математических наук.
С 5 марта 1990 года по настоящее время является профессором химического факультета МГУ.
Работа Н. Е. Кузьменко в Московском университете развивается в разных направлениях, на протяжении 30 лет ему удается совмещать научно-исследовательскую и учебно-методическую деятельность. Основными интересами по-прежнему является ряд разделов физической химии (молекулярная спектроскопия, квантохимические методы и молекулярное моделирование молекулярных процессов) и создание инновационных подходов к преподаванию химии в средней и высшей школе. Уделяет внимание и организационной работе, с 1992 по 2016 год являлся заместителем декана химического факультета МГУ по учебной работе. C 1996 г. возглавляет лабораторию молекулярной спектроскопии кафедры физической химии .
На сегодняшний день Н. Е. Кузьменко — автор 4 монографий и более 200 статей, которые опубликованы во многих ведущих научных журналах. Под его руководством были успешно защищены кандидатские диссертации в области химических, физико-математических и педагогических наук.

## Научная деятельность
Первые статьи Н. Е. Кузьменко были посвящены изучению электронных спектров молекулы SiBr. Затем он продолжил исследование моногалогенидов кремния, также рассматривая и другие бинарные молекулы (например, CH). На основе этих работ была написана кандидатская диссертация на тему «Экспериментальное определение вероятностей электронных переходов для двухатоных молекул (SiF, SiCl, SiBr,CH)».
После получения научной степени Н. Е. Кузьменко также изучал физические свойства бинарных молекул. Он рассчитывал факторы Франка-Кондона для моногалогенидов кремния и германия, монооксида алюминия и Cu2,  а также анализировал данные вероятностей электронных переходов. Его исследования в области молекулярной спектроскопии публиковались в иностранных журналах. Эти труды послужили основой для защищённой в 1987 г. докторской диссертации на тему «Распределение интенсивностей в электронно-колебательно-вращательных спектрах двухатомных молекул».
Н. Е. Кузьменко разрабатывал способы определения интенсивностей электронных переходов с использованием флуоресценции, индуцируемой лазером, и элементного анализа спектральными методами при наличии неизвестной матрицы, рассматривал вопросы динамики волновых пакетов в основном состоянии двуатомной молекулы, занимался квантовохимическими расчётами структур различных комплексных соединений золота и созданием катализаторов окисления метана.
Н. Е. Кузьменко посвятил много научных публикаций проблемам химического образования в России. Он подчёркивал важность физико-химических дисциплин для изучения химии, проводил анализ образовательных программ в школах. Он участвует в редколлегии журнала «Химия в школе»
Под его руководством были защищены 12 кандидатских диссертаций, из которых 3 непосредственно связаны с электронными спектрами двухатомных молекул,  4 — с оптимизацией и применением метода атомной спектроскопии, 4 — с исследованием каталитических способностей частиц золота и серебра, 1 — с развитием химического образования.

## Основные работы
- Пичугина Д.А., Кузьменко Н.Е., Шестаков А.Ф. Индивидуальные кластеры золота, стабилизированные  лигандами: строение, синтез и применение. Успехи химии, 2015, т. 84, с. 1114—1141.
- Кузьменко Н. Е., Лунин В. В., Рыжова О. Н. О модернизации образования в России. Педагогика, 2005, № 3, с. 107—116
- Рыжова О. Н., Кузьменко Н. Е. Проблемы и перспективы фундаментального химического образования в России. Universitates. Наука и просвещение. 2009, № 2(37), с. 56-63
- Кузьменко Н. Е., Еремин В. В., Попков В. А. Начала химии: для поступающих в вузы. — 16-е изд., доп. и перераб. — М.: Лаборатория знаний, 2016.
- Кузьменко Н. Е., Кузнецова Л. А., Кузяков Ю. Я. Вероятности оптических переходов двухатомных молекул. — М.: Наука, 1980.
- Кузьменко Н. Е., Кузнецова Л. А., Кузяков Ю. Я. Проблемы описания интенсивностей в электронных спектрах двухатомных молекул в адиабатическом приближении. Успехи физ. наук, 1983, т. 26, с. 425.
- Кузьменко Н. Е., Кузнецова Л. А., Кузяков Ю. Я. Факторы Франка-Кондона для двухатомных молекул. — М.: Изд-во Моск. ун-та, 1984

## Награды и звания
- «Заслуженный работник Высшей школы Российской Федерации» (10 ноября 2011) - за заслуги в научно-педагогической деятельности и большой вклад в подготовку квалифицированных специалистов[22]
- «Заслуженный профессор Московского университета»
- «Ломоносовская премия за педагогическую деятельность»
- Премия Президента Российской Федерации в области образования (1998)
- «Почётный работник высшего профессионального образования» (1999)